# 阿讷赞
阿讷赞（法語：Annezin，法語發音：[anzɛ̃]）是法国上法蘭西大區加来海峡省的一个市镇，属于贝蒂讷区。

## 地理
阿讷赞（50°32'1"N, 2°37'6"E）面积6.1 平方千米，位于法国上法蘭西大區加来海峡省，该省份为法国北部沿海省份，西北濒北海，南至索姆省，东临北部省。
与阿讷赞接壤的市镇（或旧市镇、城区）包括：安日、拉伯夫里耶尔、洛孔、旺丹莱贝蒂讷、贝蒂讷、绍克、埃萨尔、富克勒伊。
阿讷赞的时区为UTC+01:00、UTC+02:00（夏令时）。

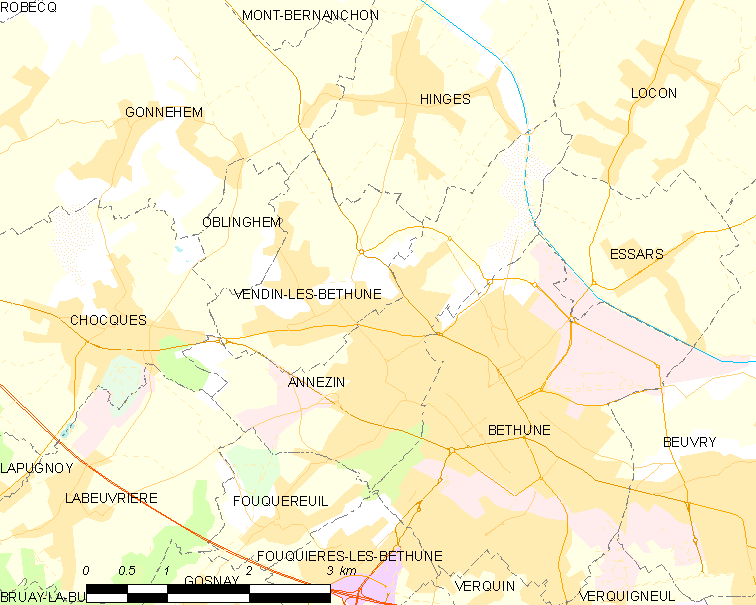
阿讷赞的OSM定位图

## 行政
阿讷赞的邮政编码为62232，INSEE市镇编码为62035。

## 政治
阿讷赞所属的省级选区为贝蒂讷县。

## 人口

1962-2008年间阿讷赞人口变化图示

阿讷赞于2022年1月1日时的人口数量为5819人。